# Hoofdklasse schaken 1973/74
In het Hoofdklasse-seizoen 1973/74 werd gestreden door 10 teams van schaakverenigingen om het clubkampioenschap van Nederland. Schaakclub Watergraafsmeer werd voor de derde keer in zijn historie landskampioen.  
In het team van Watergraafsmeer speelden onder meer Coen Zuidema, Rob Hartoch, Roy Dieks, Piet van der Weide, Ton Timman, Jaap Vogel, Rob Witt en Nico Schouten.
Schaakvereniging Charlois, de kampioen van het vorige seizoen eindigde op een teleurstellende achtste plaats. 
Het VAS, met de schaakmeesters Johan Barendregt, Hans Ree en Bert Enklaar in het team, eindigde op de laatste plaats en degradeerde. De Amsterdamse club speelde sinds de invoering van de KNSB-competitie in 1920 elk seizoen op het hoogste niveau en werd 23 maal landskampioen. Fusiepartner ASC werd 10 maal landskampioen.

## Eindstand en kruistabel
| #   | Team                      | MP | BP  | 1  | 2  | 3  | 4  | 5  | 6  | 7  | 8  | 9  | 10 |
| --- | ------------------------- | -- | --- | -- | -- | -- | -- | -- | -- | -- | -- | -- | -- |
| 01. | Watergraafsmeer           | 16 | 53½ | -- | 4  | 5½ | 6  | 5½ | 7  | 5½ | 7½ | 5½ | 7  |
| 02. | Philidor Leeuwarden       | 15 | 51  | 6  | -- | 5½ | 5  | 5  | 6½ | 5½ | 5  | 5½ | 7  |
| 03. | Utrecht                   | 13 | 50  | 4½ | 4½ | -- | 7  | 6  | 5½ | 6½ | 5  | 5½ | 5½ |
| 04. | Discendo Discimus         | 11 | 48  | 4  | 5  | 3  | -- | 7½ | 5  | 5  | 6  | 6  | 7  |
| 05. | Eindhovense SV            | 9  | 46  | 4½ | 5  | 4  | 2½ | -- | 8  | 7  | 5½ | 3½ | 6½ |
| 06. | Haagse Moerwijk           | 8  | 40  | 3  | 3½ | 4½ | 5  | 2  | -- | 6  | 5  | 5½ | 5½ |
| 07. | Philidor Leiden           | 5  | 42½ | 4½ | 4½ | 3½ | 5  | 3  | 4  | -- | 6½ | 7  | 4½ |
| 08. | Charlois                  | 5  | 39½ | 2½ | 5  | 5  | 4  | 4½ | 5  | 3½ | -- | 4  | 6  |
| 09. | Bussums Schaakgenootschap | 4  | 41  | 4½ | 4½ | 4½ | 4  | 6½ | 4½ | 3  | 6  | -- | 3½ |
| 10. | VAS/ASC                   | 4  | 37½ | 3  | 3  | 4½ | 3  | 3½ | 4½ | 5½ | 4  | 6½ | -- |

### Entscheidungen
|  | Landskampioen |
|  | Degradant     |

Eerste klasse

1920/21 · 1921/22 · 1922/23 · 1923/24 · 1924/25 · 1925/26 · 1926/27 · 1927/28 · 1928/29 · 1929/30 · 1930/31 · 1931/32 · 1932/33 · 1933/34 · 1934/35 · 1935/36 · 1936/37 · 1937/38 · 1938/39 · 1939/40 · 1940/41 · 1941/42
Hoofdklasse

1942/43 · 1943/44 · 1944/45 · 1945/46 · 1946/47 · 1947/48 · 
1948/49 · 1949/50 · 1950/51 · 1951/52 · 1952/53 · 1953/54 · 1954/55 · 1955/56 · 1956/57 · 1957/58 · 1958/59 · 1959/60 · 1960/61 · 1961/62 · 1962/63 · 1963/64 · 1964/65 · 1965/66 · 1966/67 · 1967/68 · 1968/69 · 1969/70 · 1970/71 · 1971/72 · 1972/73 · 1973/74 · 1974/75 · 1975/76 · 1976/77 · 1977/78 · 1978/79 · 1979/80 · 1980/81 · 1981/82 · 1982/83 · 1983/84 · 1984/85 · 1985/86 · 1986/87 · 1987/88 · 1988/89 · 1990/91 · 1991/92 · 1992/93 · 1993/94 · 1994/95 · 1995/96
Meesterklasse

1996/97 · 1997/98 · 1998/99 · 1999/00 · 2000/01 · 2001/02 · 2002/03 · 2003/04 · 2004/05 · 2005/06 · 2006/07 · 2007/08 · 2008/09 · 2009/10 · 2010/11 · 2011/12 · 2012/13 · 2013/14 · 2014/15 · 2015/16 · 2016/17 · 2017/18· 2018/19 · 2019/20 · 2020/21 · 2021/22 · 2022/23 · 2023/24 · 2024/25